# The Players Championship
The Players Championship es un torneo masculino de golf organizado por el PGA Tour, que se disputa desde el año 1974 en Estados Unidos. Se lo cataloga extraoficialmente como el quinto torneo major, debido a su bolsa de premios superior a la de aquellos (9,5 millones de dólares desde 2008), y atrae a los mejores golfistas del mundo que participan del circuito estadounidense. A diferencia de otros torneos abierto a competidores de otros circuitos profesionales, el Players Championship no es un evento oficial para el European Tour.
El ganador de cada edición del torneo recibe 80 puntos para la lista oficial de golfistas, siendo superado únicamente por los majors. Además, obtiene la tarjeta del PGA Tour por cinco años e invitaciones a los majors por varios años.
Las primeras tres ediciones del Tournament Players Championship se disputaron en el Atlanta Country Club, el Colonial Country Club y el Inverrary Country Club, respectivamente. Luego se celebró desde 1977 hasta 1981 en el Sawgrass Country Club de Ponte Vedra Beach, estado de Florida. En 1982, el torneo pasó a disputarse en el TPC at Sawgrass, cercano al anterior, donde se instaló además la sede del PGA Tour. El nombre del torneo pasó a ser el actual en 1988.
El certamen se disputaba originalmente dos semanas antes del Masters de Augusta, es decir, a fines de marzo. Desde 2007 hasta 2018, se celebró en el Día de la Madre a mediados de mayo, o sea, un mes después de Augusta y un mes antes del Abierto de los Estados Unidos. En 2019 pasó a realizarse en marzo, como cierre de la gira por la Florida.
Desde 1988, el Players Championship se retransmite en Estados Unidos por la cadena de televisión NBC.

## Ganadores
| Año                             | Ganador                                | País                                   | Resultado                              | Al par                                 | Margen de victoria                     | Subcampeón(es)                                      | Dotación del ganador ($) | Dotación total ($)       |
| The Players Championship        | The Players Championship               | The Players Championship               | The Players Championship               | The Players Championship               | The Players Championship               | The Players Championship                            | The Players Championship | The Players Championship |
| ------------------------------- | -------------------------------------- | -------------------------------------- | -------------------------------------- | -------------------------------------- | -------------------------------------- | --------------------------------------------------- | ------------------------ | ------------------------ |
| 2025                            | Rory McIlroy (2)                       | Irlanda del Norte                      | 276                                    | −12                                    | Playoff                                | J. J. Spaun                                         | 4,500,000                | 25,000,000               |
| 2024                            | Scottie Scheffler (2)                  | Estados Unidos                         | 268                                    | −20                                    | 1 golpe                                | Wyndham Clark Brian Harman Xander Schauffele        | 4,500,000                | 25,000,000               |
| 2023                            | Scottie Scheffler                      | Estados Unidos                         | 271                                    | −17                                    | 5 golpes                               | Tyrrell Hatton                                      | 4,500,000                | 25,000,000               |
| 2022                            | Cameron Smith                          | Australia                              | 275                                    | −13                                    | 1 golpe                                | Anirban Lahiri                                      | 3,600,000                | 20,000,000               |
| 2021                            | Justin Thomas                          | Estados Unidos                         | 274                                    | −14                                    | 1 golpe                                | Lee Westwood                                        | 2,700,000                | 15,000,000               |
| 2020                            | Cancelado por la pandemia del COVID-19 | Cancelado por la pandemia del COVID-19 | Cancelado por la pandemia del COVID-19 | Cancelado por la pandemia del COVID-19 | Cancelado por la pandemia del COVID-19 | Cancelado por la pandemia del COVID-19              | 2,700,000                | 15,000,000               |
| 2019                            | Rory McIlroy                           | Irlanda del Norte                      | 272                                    | −16                                    | 1 golpe                                | Jim Furyk                                           | 2,250,000                | 12,500,000               |
| 2018                            | Webb Simpson                           | Estados Unidos                         | 270                                    | −18                                    | 4 golpes                               | Xander Schauffele Charl Schwartzel Jimmy Walker     | 1,980,000                | 11,000,000               |
| 2017                            | Kim Si-woo                             | Corea del Sur                          | 278                                    | −10                                    | 3 golpes                               | Louis Oosthuizen Ian Poulter                        | 1,890,000                | 10,500,000               |
| 2016                            | Jason Day                              | Australia                              | 273                                    | −15                                    | 4 golpes                               | Kevin Chappell                                      | 1,890,000                | 10,500,000               |
| 2015                            | Rickie Fowler                          | Estados Unidos                         | 276                                    | −12                                    | Playoff                                | Sergio García Kevin Kisner                          | 1,800,000                | 10,000,000               |
| 2014                            | Martin Kaymer                          | Alemania                               | 275                                    | −13                                    | 1 golpes                               | Jim Furyk                                           | 1,800,000                | 10,000,000               |
| 2013                            | Tiger Woods (2)                        | Estados Unidos                         | 275                                    | −13                                    | 2 golpes                               | David Lingmerth Jeff Maggert Kevin Streelman        | 1,710,000                | 9,500,000                |
| 2012                            | Matt Kuchar                            | Estados Unidos                         | 275                                    | −13                                    | 2 golpes                               | Ben Curtis Rickie Fowler Zach Johnson Martin Laird  | 1,710,000                | 9,500,000                |
| 2011                            | K. J. Choi                             | Corea del Sur                          | 275                                    | −13                                    | Playoff                                | David Toms                                          | 1,710,000                | 9,500,000                |
| 2010                            | Tim Clark                              | Sudáfrica                              | 272                                    | −16                                    | 1 golpe                                | Robert Allenby                                      | 1,710,000                | 9,500,000                |
| 2009                            | Henrik Stenson                         | Suecia                                 | 276                                    | −12                                    | 4 golpes                               | Ian Poulter                                         | 1,710,000                | 9,500,000                |
| 2008                            | Sergio García                          | España                                 | 283                                    | −5                                     | Playoff                                | Paul Goydos                                         | 1,710,000                | 9,500,000                |
| 2007                            | Phil Mickelson                         | Estados Unidos                         | 277                                    | −11                                    | 2 golpes                               | Sergio García                                       | 1,620,000                | 9,000,000                |
| 2006                            | Stephen Ames                           | Canadá                                 | 274                                    | −14                                    | 6 golpes                               | Retief Goosen                                       | 1,440,000                | 8,000,000                |
| 2005                            | Fred Funk                              | Estados Unidos                         | 279                                    | −9                                     | 1 golpe                                | Luke Donald Tom Lehman Scott Verplank               | 1,440,000                | 8,000,000                |
| 2004                            | Adam Scott                             | Australia                              | 276                                    | −12                                    | 1 golpe                                | Pádraig Harrington                                  | 1,440,000                | 8,000,000                |
| 2003                            | Davis Love III (2)                     | Estados Unidos                         | 271                                    | −17                                    | 6 strokes                              | Jay Haas Pádraig Harrington                         | 1,170,000                | 6,500,000                |
| 2002                            | Craig Perks                            | Nueva Zelanda                          | 280                                    | −8                                     | 2 golpes                               | Stephen Ames                                        | 1,080,000                | 6,000,000                |
| 2001                            | Tiger Woods                            | Estados Unidos                         | 274                                    | −14                                    | 1 golpe                                | Vijay Singh                                         | 1,080,000                | 6,000,000                |
| 2000                            | Hal Sutton (2)                         | Estados Unidos                         | 278                                    | −10                                    | 1 golpe                                | Tiger Woods                                         | 1,080,000                | 6,000,000                |
| 1999                            | David Duval                            | Estados Unidos                         | 285                                    | −3                                     | 2 golpes                               | Scott Gump                                          | 900,000                  | 5,000,000                |
| 1998                            | Justin Leonard                         | Estados Unidos                         | 278                                    | −10                                    | 2 golpes                               | Glen Day Tom Lehman                                 | 720,000                  | 4,000,000                |
| 1997                            | Steve Elkington (2)                    | Australia                              | 272                                    | −16                                    | 7 golpes                               | Scott Hoch                                          | 630,000                  | 3,500,000                |
| 1996                            | Fred Couples (2)                       | Estados Unidos                         | 270                                    | −18                                    | 4 golpes                               | Colin Montgomerie Tommy Tolles                      | 630,000                  | 3,500,000                |
| 1995                            | Lee Janzen                             | Estados Unidos                         | 283                                    | −5                                     | 1 golpe                                | Bernhard Langer                                     | 540,000                  | 3,000,000                |
| 1994                            | Greg Norman                            | Australia                              | 264                                    | −24                                    | 4 golpes                               | Fuzzy Zoeller                                       | 450,000                  | 2,500,000                |
| 1993                            | Nick Price                             | Zimbabue                               | 270                                    | −18                                    | 5 golpes                               | Bernhard Langer                                     | 450,000                  | 2,500,000                |
| 1992                            | Davis Love III                         | Estados Unidos                         | 273                                    | −15                                    | 4 golpes                               | Ian Baker-Finch Phil Blackmar Nick Faldo Tom Watson | 324,000                  | 1,800,000                |
| 1991                            | Steve Elkington                        | Australia                              | 276                                    | −12                                    | 1 golpe                                | Fuzzy Zoeller                                       | 288,000                  | 1,600,000                |
| 1990                            | Jodie Mudd                             | Estados Unidos                         | 278                                    | −10                                    | 1 golpe                                | Mark Calcavecchia                                   | 270,000                  | 1,500,000                |
| 1989                            | Tom Kite                               | Estados Unidos                         | 279                                    | −9                                     | 1 golpe                                | Chip Beck                                           | 243,000                  | 1,350,000                |
| 1988                            | Mark McCumber                          | Estados Unidos                         | 273                                    | −15                                    | 4 golpes                               | Mike Reid                                           | 225,000                  | 1,250,000                |
| Tournament Players Championship |                                        |                                        |                                        |                                        |                                        |                                                     |                          |                          |
| 1987                            | Sandy Lyle                             | Escocia                                | 274                                    | −14                                    | Playoff                                | Jeff Sluman                                         | 180,000                  | 1,000,000                |
| 1986                            | John Mahaffey                          | Estados Unidos                         | 275                                    | −13                                    | 1 golpe                                | Larry Mize                                          | 162,000                  | 900,000                  |
| 1985                            | Calvin Peete                           | Estados Unidos                         | 274                                    | −14                                    | 3 golpes                               | D. A. Weibring                                      | 162,000                  | 900,000                  |
| 1984                            | Fred Couples                           | Estados Unidos                         | 277                                    | −11                                    | 1 golpe                                | Lee Trevino                                         | 144,000                  | 800,000                  |
| 1983                            | Hal Sutton                             | Estados Unidos                         | 283                                    | −5                                     | 1 golpe                                | Bob Eastwood                                        | 126,000                  | 700,000                  |
| 1982                            | Jerry Pate                             | Estados Unidos                         | 280                                    | −8                                     | 2 golpes                               | Brad Bryant Scott Simpson                           | 90,000                   | 500,000                  |
| 1981                            | Raymond Floyd                          | Estados Unidos                         | 285                                    | −3                                     | Playoff                                | Barry Jaeckel Curtis Strange                        | 72,000                   | 440,000                  |
| 1980                            | Lee Trevino                            | Estados Unidos                         | 278                                    | −10                                    | 1 golpe                                | Ben Crenshaw                                        | 72,000                   | 440,000                  |
| 1979                            | Lanny Wadkins                          | Estados Unidos                         | 283                                    | −5                                     | 5 golpes                               | Tom Watson                                          | 72,000                   | 440,000                  |
| 1978                            | Jack Nicklaus (3)                      | Estados Unidos                         | 289                                    | +1                                     | 1 golpe                                | Lou Graham                                          | 60,000                   | 300,000                  |
| 1977                            | Mark Hayes                             | Estados Unidos                         | 289                                    | +1                                     | 2 golpes                               | Mike McCullough                                     | 60,000                   | 300,000                  |
| 1976                            | Jack Nicklaus (2)                      | Estados Unidos                         | 269                                    | −19                                    | 3 golpes                               | J. C. Snead                                         | 60,000                   | 300,000                  |
| 1975                            | Al Geiberger                           | Estados Unidos                         | 270                                    | −10                                    | 3 golpes                               | Dave Stockton                                       | 50,000                   | 250,000                  |
| 1974                            | Jack Nicklaus                          | Estados Unidos                         | 272                                    | −16                                    | 2 golpes                               | J. C. Snead                                         | 50,000                   | 250,000                  |